# Чернятка (Брянська область)
Чернятка (рос. Чернятка) — присілок в Унецькому районі Брянської області Російської Федерації.
Населення становить 3 особи. Входить до складу муніципального утворення Березинське сільське поселення.

## Історія
Населений пункт розташований на території українського етнічного та культурного краю Стародубщина.
Від 2005 року входить до складу муніципального утворення Березинське сільське поселення.

## Населення
| 2005 | 2010 | 2013 |
| ---- | ---- | ---- |
| 22   | ↘3   | →3   |